# Revolució Constitucionalista de 1932
La Revolució Constitucionalista de 1932 és el nom que es va donar a l'aixecament de la població de l'estat brasiler de São Paulo contra la Revolució brasilera de 1930 quan Getúlio Vargas va assumir la presidència.

## Antecedents
Amb el Crac del 29 va començar una crisi econòmica a escala mundial que va aixafar totes les economies amb participació en els mercats internacionals, en el cas del Brasil i les seves exportacions de cafè. La política del café com leite dominava la política federal del país, en què els polítics recolzats per São Paulo i Minas Gerais s'alternaven en la presidència de la República. L'1 de març de 1930 es van celebrar eleccions a la presidència, que van donar la victòria a Júlio Prestes sota acusacions de frau electoral, però aquest no va poder prendre possessió per un cop d'estat el 3 d'octubre. Finalment, Prestes es va exiliar, i es va deposar el president sortint Washington Luís.
El 3 de novembre de 1930, la Junta Militar Provisional va passar el poder a Getúlio Vargas, el líder del moviment revolucionari, posant fi a la República Velha i assenyala l'inici de l'era Vargas amb la derogació de la constitució de 1891 per establir un nou ordre constitucional; la dissolució del Congrés Nacional; la intervenció federal en els governs estatals i l'escenari polític i amb la supressió de l'hegemonia fins aleshores apreciada per les oligarquies agràries de São Paulo i Minas Gerais.

## La revolució

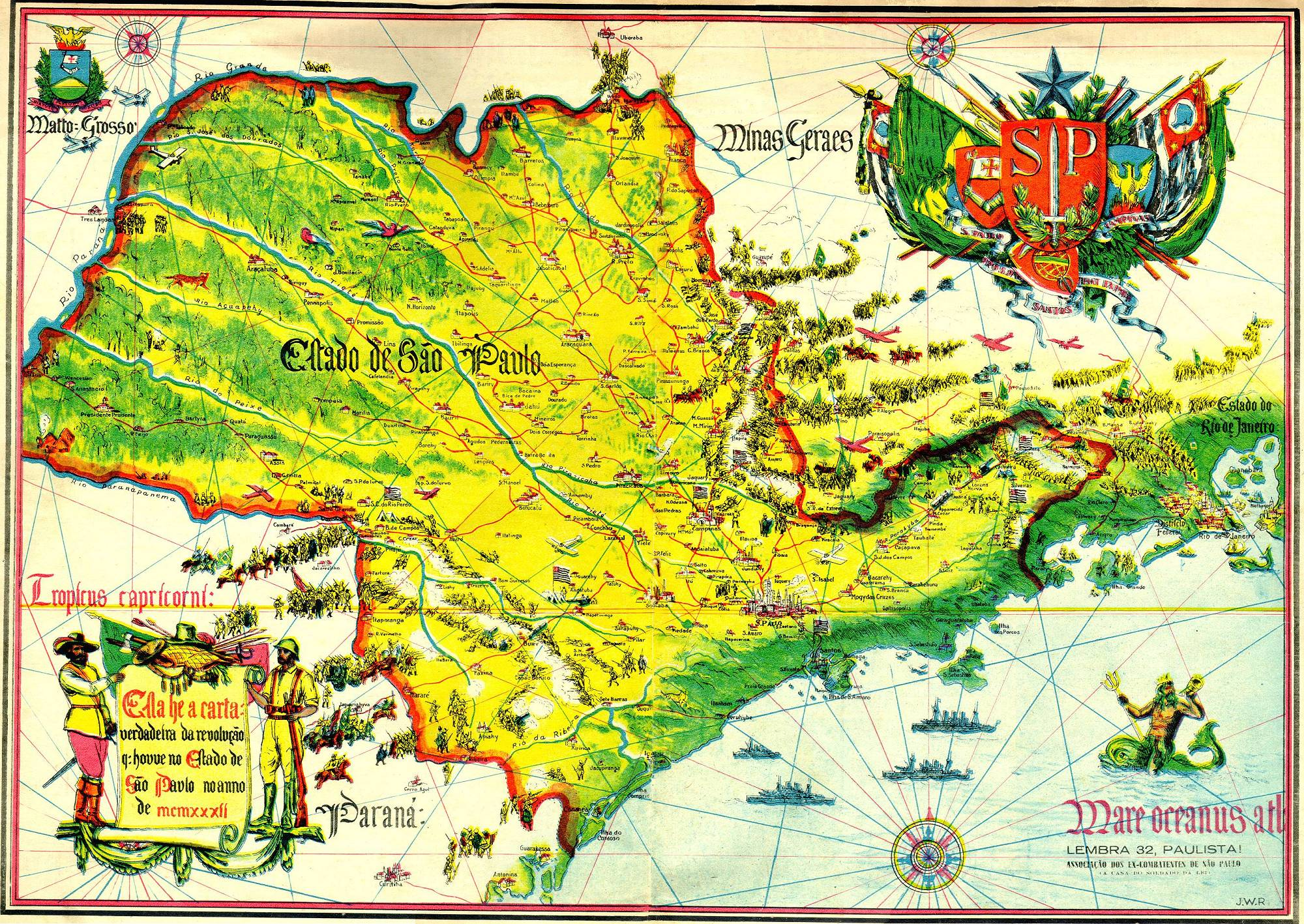
Mapa dels combats durant la Revolució del 1932.

L'autoritarisme de Getúlio Vargas i la seva negativa a celebrar unes eleccions va donar lloc a la Revolució Constitucionalista de 1932. L'aixecament va començar el 9 de juliol de 1932, setmanes després que quatre manifestants haguessin estat assassinats el 23 de maig per membres del Partit Popular Paulista, afins a Getúlio Vargas.
En pocs mesos, l'estat de São Paulo es va rebel·lar contra el govern federal. Els polítics de São Paulo esperaven una guerra ràpida, comptant amb el suport de les elits polítiques d'altres dos estats poderosos, Minas Gerais i Rio Grande do Sul, tanmateix, el suport esperat no es va materialitzar. Minas va mantenir-se al costat de Vargas, així com el governador gaúcho José Antônio Flores da Cunha. Només l'autodenominat Estat de Maracaju -una escissió de Mato Grosso- va enviar tropes, a més dels voluntaris sulriograndenses de Frente Única Gaúcha, opositors del varguista Flores.
La revolta de São Paulo va ser aixafada militarment el 2 d'octubre de 1932. En total, hi va haver 87 dies de combat (del 9 de juliol al 4 d'octubre de 1932, amb els dos últims dies posteriors a la rendició de São Paulo), amb un saldo d'un miler de morts, i moltes ciutats paulistes van patir danys a causa dels combats.

## Conseqüències
Com a resultat es va escollir una Assemblea Constitucional i es va promulgar la constitució el 16 de juliol de 1934, menys de quatre anys després que el cop d'estat hagués enderrocat la Primera República Brasilera. Getúlio Vargas va acceptar aquesta constitució per tal de legitimar el seu poder.
Els quatre manifestants morts, Martins, Miragaia, Dráusio i Camargo, van esdevenir màrtirs de la Revolució Constitucionalista. A més d'esperonar el moviment revolucionari, se'ls considera figures cabdals en la lluita per la democràcia i van ser inclosos en el Llibre dels Herois i Heroïnes de la Pàtria.

## Galeria d'imatges
- Manifestació contra el govern de Getúlio Vargas.
- Cartell del MMDC cridant a participar de la lluita armada.
- Voluntaris esperant el tren per anar a lluitar al front.
- Trixera al municipi d'Amparo.
- Soldats d'artilleria, també a Amparo.
- Obelisc de São Paulo en homenatge als Herois del 1932.